# 닐스 브링크
닐스 브링크(Niels Brinck, 1974년 9월 24일 ~ )는 덴마크의 가수이다. 유로비전 송 콘테스트 2009에서 덴마크 대표로 참가했다.